# Cicurina buwata
Espèce
Synonymes
- Cicurina elliotti Gertsch, 1992

Cicurina buwata est une espèce d'araignées aranéomorphes de la famille des Cicurinidae.

## Distribution
Cette espèce est endémique du Texas aux États-Unis,. Elle se rencontre dans les comtés de Williamson et de Travis dans des grottes.

## Description
La femelle juvénile holotype mesure 4,15 mm. Cette araignée est anophtalme.
La femelle décrite par Paquin et Dupérré en 2009 mesure 3,40 mm.

## Systématique et taxinomie
Cette espèce a été décrite par Chamberlin et Ivie en 1940.
Cicurina elliotti a été placée en synonymie par Cokendolpher en 2004.

## Publication originale
- Chamberlin & Ivie, 1940 : « Agelenid spiders of the genus Cicurina. » Bulletin of the University of Utah, Biological Series, vol. 30, no 18, p. 1-108.